# Hassan-i Sabbah

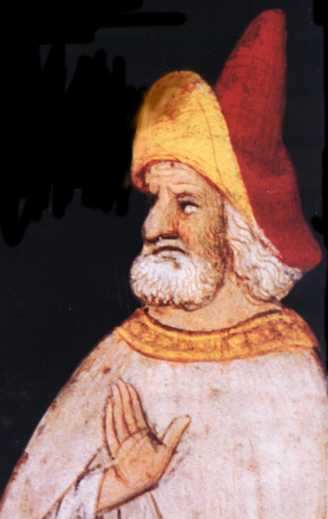
Schilderij, voorstellende Hassan-i Sabbah

Hassan-i Sabbah (Perzisch: بن صباح of حسن صباح) (circa 1034 - 1124) was een Perziër van Arabische komaf en missionaris van de Ismaili Nizari-sekte. Hij stichtte in de late 11de eeuw de gemeenschap van de Assassijnen in het hart van het Elboersgebergte in het noorden van Iran.
De plek heette Alamoet en zou (voorheen) toebehoord hebben aan een oeroude koning, de Koning van Daylam.
Sabbah figureert in de Histoire de Saint Louis (1309) van Jean de Joinville.
1. ↑   Lewis, Bernard (November 2002). The Assassins. Basic Books, "3. The New Preaching", pp. 38. ISBN 978-0-465-00498-0 "Hasan-i Sabbah was born in the city of Qumm, one of the first centres of Arab settlement in Persia and a stronghold of Twelver Shi`ism., His father, a Twelver Shiite, had come from Kufa in Iraq, and was said to be of Yemeni origin - more fancifully, a descendant of the ancient Himyaritic kings of Southern Arabia."